# BSC Saturn Colonia
El BSC Saturn Colonia (BSC Saturn 77 Köln o BSC Saturn Köln en alemán) fue un equipo de baloncesto creado en 1977 a partir del club ASV Köln. El club consiguió cuatro campeonatos de la Basketball Bundesliga (1981, 1982, 1987 y 1988), y tres títulos de copa (1980, 1981 y 1983). Su jugador más conocido era el internacional Klaus Zander. Otros jugadores famosos fueron  Stephan Baeck, Hansi Gnad, Holger Geschwindner, Michael Jackel y Michael Pappert.
El patrocinador principal del equipo era Friedrich Wilhelm Waffenschmidt, que era el propietario de Saturn. Con la venta de los supermercados Saturn el equipó se quedó sin ingresos. Se realizó un intento de colaboración con el Galatasaray Spor Kulübü para salvar al equipo, que pasó a llamarse Galatasaray Köln, pero en 1990 se declaró en quiebra y desapareció finalmente en 1993.